# Song for the DATE
「Song for the DATE」（ソング・フォー・ザ・デイト）は、真野恵里菜のメジャー12枚目のシングル（インディーズから通算して15枚目）。2012年6月27日にhachamaから発売された。

## 概要
初回生産限定盤A・B、通常盤の3種リリースで、初回生産限定盤Aには「Song for the DATE」のミュージックビデオ【sideB】が収録されたDVDが付属している。また、初回生産限定盤2種には、イベント応募ハガキが封入されている。
カップリング曲「青空が笑ってる」は、2ndアルバム『MORE FRIENDS』に収録する予定でレコーディングしたが、お蔵入りになっていた曲。録り直しはしておらず、その歌声は2010年当時のものである。

## 収録曲
全編曲：河合英嗣
1. Song for the DATE
作詞・作曲：MIKOTO
2. 青空が笑ってる
作詞：三浦徳子　作曲：はたけ
3. Song for the DATE(Instrumental)